# 巴斯科 (伊利諾伊州)
巴斯科（英語：Basco）是位於美國伊利諾伊州漢考克縣的一個村落。

## 地理
巴斯科的座標為40°19′40″N 91°11′58″W / 40.32778°N 91.19944°W，而該地最高點為海拔高度193米（即633英尺）。

## 人口
根據2010年美國人口普查的數據，巴斯科的面積為0.58平方千米，當中陸地面積為0.58平方千米，而水域面積為0.00平方千米。當地共有人口98人，而人口密度為每平方千米168人。